# Accidente (linguistica)
In linguistica, un accidente è la mutazione formale, ricorrente o casuale, di una parola.

## Classificazione
Gli accidenti possono essere raggruppati a seconda della mutazione, che può comportare l'aggiunta o la rimozione di alcune lettere o unità fonematiche. Le rispettive categorie dividono gli accidenti in quelli di segno positivo e negativo. Questi, a loro volta, si classificano secondo la posizione all'interno della parola in cui l'accidente avviene. Per gli accidenti di segno positivo si hanno quindi prostesi, epentesi ed epitesi, mentre per quelli di segno negativo troviamo aferesi, sincope, apocope ed elisione.